# Guillermo Lovell
Guillermo José Lovell (15. januar 1918 i Avellaneda – 25. oktober 1967) var en argentinsk bokser som deltog i de olympiske lege 1936 i Berlin.
Lovell vandt en sølvmedalje i den olympiske bokseturnering i sværvægt. Lovell vandt de tre første kampe i tunrneringen, herunder over den danske mester Svend Omar Hermansen og nordmanden Erling Nilsen i semifinalen, men tabte i finalen til Herbert Runge fra Tyskland. Der deltog 17 boksere fra 17 lande i vægtklassen som blev afviklet fra den 10. august til 15. august 1936.
Lovell blev professionel i 1940 og vandt to kampe, inden han blev stoppet af Roscoe Toles i sin tredje kamp, hvorefter han opgav karrieren.
Lovells ældre bror Santiago Lovell blev olympisk mester i boksning i sværvægt under OL 1932 i Los Angeles, og Lovells nevø Santiago Alberto Lovell Jr nåede kvartfinalen ved Sommer-OL 1964 i Tokyo.